# Faith (nummer van George Michael)
Faith is een nummer van de Britse zanger George Michael, afkomstig van zijn debuut soli studioalbum met dezelfde titel uit 1987. Op 12 oktober dat jaar werd het nummer in Europa, de VS en Canada op single uitgebracht. Op 8 november volgden Australië, Nieuw-Zeeland, Japan, Philipijnen, Jamaica, Zuid-Afrika, Zimbabwe, Mexico en Latijns Amerika.

## Achtergrond
Na het verlaten van Wham! in 1986, richtte Michael zich op een solocarrière. Faith werd een van zijn best verkochte platen. Het was de tweede van zes uitgebrachte singles van het gelijknamige album.
Faith is dik drie minuten lang. De eerste 37 seconden is er een fade in van een orgel te horen (gebaseerd op het nummer Freedom van Wham!). Na deze intro begint een akoestische gitaar te spelen, waarna Michael begint te zingen.
De plaat werd een wereldwijde hit en bereikte in Michaels' thuisland het Verenigd Koninkrijk de nummer 1-positie in de UK Singles Chart. In Ierland werd de 2e positie behaald, in Australië, Nieuw-Zeeland, de VS, Canada en de Eurochart Hot 100 de nummer 1-positie, Japan de 48e, Zweden de 9e, Duitsland de 5e en Frankrijk de 22e positie.
In Nederland was de plaat op 16 oktober 1987 Alarmschijf op Radio 3. Op deze vrijdag was tevens de laatste uitzending van Curry en Van Inkel. De plaat bereikte de nummer 1-positie in zowel de Nederlandse Top 40 als de Nationale Hitparade Top 100. In Vlaanderen bereikte de plaat eveneens de nummer 1-positie in zowel de voorloper van de Ultratop 50 als de Radio 2 Top 30.

## Videoclip
In de videoclip van Faith speelt Michael met een zonnebril, leren jas en Levi's spijkerbroek met cowboylaarzen. Hij speelt gitaar naast een klassieke jukebox. In Nederland werd de videoclip destijds op televisie uitgezonden door de popprogramma's AVRO's Toppop, Countdown van Veronica en Popformule van de TROS.

## Tracklijst
7" vinylsingleVK / Epic EMU 2
1. "Faith" (7" Single mix) – 3:16
2. "Faith" (Dance remix radio edit) – 5:24

12" vinylsingleVK / Epic EMU T2
1. "Faith" (Dance extended mix) – 4:06
2. "Faith" (Originele versie) – 3:16
3. "Hand to mouth" – 5:49

Cd-single
1. "Faith" (7" Single mix) – 4:06
2. "Faith" (Dance remix radio edit) – 4:54
3. "Faith" (Album version) – 3:16
4. "Hand to mouth" – 5:49

## Hitnoteringen

### Nederlandse Top 40
| "Faith" in de Nederlandse Top 40 - binnen: 24-10-1987 | "Faith" in de Nederlandse Top 40 - binnen: 24-10-1987 | "Faith" in de Nederlandse Top 40 - binnen: 24-10-1987 | "Faith" in de Nederlandse Top 40 - binnen: 24-10-1987 | "Faith" in de Nederlandse Top 40 - binnen: 24-10-1987 | "Faith" in de Nederlandse Top 40 - binnen: 24-10-1987 | "Faith" in de Nederlandse Top 40 - binnen: 24-10-1987 | "Faith" in de Nederlandse Top 40 - binnen: 24-10-1987 | "Faith" in de Nederlandse Top 40 - binnen: 24-10-1987 | "Faith" in de Nederlandse Top 40 - binnen: 24-10-1987 | "Faith" in de Nederlandse Top 40 - binnen: 24-10-1987 | "Faith" in de Nederlandse Top 40 - binnen: 24-10-1987 | "Faith" in de Nederlandse Top 40 - binnen: 24-10-1987 | "Faith" in de Nederlandse Top 40 - binnen: 24-10-1987 | "Faith" in de Nederlandse Top 40 - binnen: 24-10-1987 |
| Week                                                  | 1                                                     | 2                                                     | 3                                                     | 4                                                     | 5                                                     | 6                                                     | 7                                                     | 8                                                     | 9                                                     | 10                                                    | 11                                                    | 12                                                    | 13                                                    |                                                       |
| ----------------------------------------------------- | ----------------------------------------------------- | ----------------------------------------------------- | ----------------------------------------------------- | ----------------------------------------------------- | ----------------------------------------------------- | ----------------------------------------------------- | ----------------------------------------------------- | ----------------------------------------------------- | ----------------------------------------------------- | ----------------------------------------------------- | ----------------------------------------------------- | ----------------------------------------------------- | ----------------------------------------------------- | ----------------------------------------------------- |
| Positie                                               | 28                                                    | 9                                                     | 5                                                     | 1                                                     | 1                                                     | 1                                                     | 1                                                     | 1                                                     | 1                                                     | 3                                                     | 8                                                     | 13                                                    | 28                                                    | uit                                                   |

### Nationale Hitparade Top 100
| "Faith" in de Nationale Hitparade Top 100 - binnen: 22-10-1987 | "Faith" in de Nationale Hitparade Top 100 - binnen: 22-10-1987 | "Faith" in de Nationale Hitparade Top 100 - binnen: 22-10-1987 | "Faith" in de Nationale Hitparade Top 100 - binnen: 22-10-1987 | "Faith" in de Nationale Hitparade Top 100 - binnen: 22-10-1987 | "Faith" in de Nationale Hitparade Top 100 - binnen: 22-10-1987 | "Faith" in de Nationale Hitparade Top 100 - binnen: 22-10-1987 | "Faith" in de Nationale Hitparade Top 100 - binnen: 22-10-1987 | "Faith" in de Nationale Hitparade Top 100 - binnen: 22-10-1987 | "Faith" in de Nationale Hitparade Top 100 - binnen: 22-10-1987 | "Faith" in de Nationale Hitparade Top 100 - binnen: 22-10-1987 | "Faith" in de Nationale Hitparade Top 100 - binnen: 22-10-1987 | "Faith" in de Nationale Hitparade Top 100 - binnen: 22-10-1987 | "Faith" in de Nationale Hitparade Top 100 - binnen: 22-10-1987 | "Faith" in de Nationale Hitparade Top 100 - binnen: 22-10-1987 | "Faith" in de Nationale Hitparade Top 100 - binnen: 22-10-1987 | "Faith" in de Nationale Hitparade Top 100 - binnen: 22-10-1987 | "Faith" in de Nationale Hitparade Top 100 - binnen: 22-10-1987 |
| Week                                                           | 1                                                              | 2                                                              | 3                                                              | 4                                                              | 5                                                              | 6                                                              | 7                                                              | 8                                                              | 9                                                              | 10                                                             | 11                                                             | 12                                                             | 13                                                             | 14                                                             | 15                                                             | 16                                                             |                                                                |
| -------------------------------------------------------------- | -------------------------------------------------------------- | -------------------------------------------------------------- | -------------------------------------------------------------- | -------------------------------------------------------------- | -------------------------------------------------------------- | -------------------------------------------------------------- | -------------------------------------------------------------- | -------------------------------------------------------------- | -------------------------------------------------------------- | -------------------------------------------------------------- | -------------------------------------------------------------- | -------------------------------------------------------------- | -------------------------------------------------------------- | -------------------------------------------------------------- | -------------------------------------------------------------- | -------------------------------------------------------------- | -------------------------------------------------------------- |
| Positie                                                        | 29                                                             | 4                                                              | 3                                                              | 1                                                              | 1                                                              | 1                                                              | 1                                                              | 1                                                              | 3                                                              | 3                                                              | 7                                                              | 17                                                             | 23                                                             | 28                                                             | 56                                                             | 91                                                             | uit                                                            |

### NPO Radio 2 Top 2000
| Nummer met noteringen in de NPO Radio 2 Top 2000 | '00 | '01 | '02  | '03  | '04  | '05  | '06  | '07  | '08  | '09  | '10  | '11  | '12  | '13  | '14  | '15  | '16  | '17 | '18 | '19 | '20 | '21 | '22 | '23 | '24 |
| ------------------------------------------------ | --- | --- | ---- | ---- | ---- | ---- | ---- | ---- | ---- | ---- | ---- | ---- | ---- | ---- | ---- | ---- | ---- | --- | --- | --- | --- | --- | --- | --- | --- |
| Faith                                            | 913 | 955 | 1179 | 1836 | 1382 | 1664 | 1258 | 1643 | 1444 | 1359 | 1450 | 1254 | 1208 | 1460 | 1770 | 1966 | 1611 | 648 | 630 | 669 | 573 | 661 | 714 | 665 | 593 |

1. ↑  Een vetgedrukt getal geeft de hoogste notering aan.
2. ↑  2000 was het eerste jaar met een notering voor dit nummer.

## Trivia
- De plaat was op vrijdag 16 oktober 1987 Veronica Alarmschijf op Radio 3. Tevens was op deze "Volle Vrijdag" de allerlaatste uitzending van het populaire vrijdagavond radioprogramma Curry en Van Inkel.
- In aflevering 9 van seizoen 6 van de tv-serie House MD wordt de plaat door House afgespeeld tijdens de proloog van de aflevering.
- In de videoclip speelt de Juxebox een stukje van de plaat I want your sex, vlak daarna wordt er een orgelversie gespeeld van Freedom van Wham!
- In de videoclip van zijn solohit Freedom van het opvolgende album Listen without prejudice worden de jukebox, het leren jack en de gitaar uit deze videoclip symbolisch verbrand als teken dat George Michael deze periode heeft afgesloten.